# 2 février 1941
Le dimanche 2 février 1941 est le 33e jour de l'année 1941.

## Naissances
- Bertrand d'Orléans-Bragance, prince impérial du Brésil
- Clemens Lashofer (mort le 6 juillet 2009), prélat autrichien
- Gail Collins (morte le 6 décembre 2013), artiste et auteur-compositrice américaine
- Gerald Morkel (mort le 9 janvier 2018), homme politique sud-africain
- Ishac Ould Ragel (mort le 4 octobre 2006), homme politique mauritanien
- John Cornell, scénariste, producteur et réalisateur australien
- Klaus Peter Sauer, biologiste, évolutionniste et écologiste allemand
- Lavrenti Son, dramaturge kazakh
- Mahnaz Afkhami, femme politique et féministe iranienne
- Marian Dudziak, athlète polonais spécialiste du 100 mètres et du 200 mètres.
- Serge Tcherepnine, compositeur américain

## Décès
- Berto Ricci (né le 21 mai 1905), écrivain, poète et journaliste italien
- DeLisle Stewart (né le 16 mars 1870), astronome américain
- Johannes Schlaf (né le 21 juin 1862), écrivain allemand
- Louis Farges (né le 12 octobre 1858), archiviste, diplomate et homme politique français

## Événements
- Fondation en France du Rassemblement national populaire